# 约翰·绍贝尔
约翰·绍贝尔（Johann Schober，1874年11月14日—1932年8月19日）奥地利政治家，三次担任奥地利总理。他同捷克斯洛伐克共和国建立友好关系，但无法通过谈判使奥地利和德国统一。

## 生平
绍贝尔出生于奥地利佩尔格，1918年任哈布斯堡王朝奥地利的警察总监，奥匈帝国解体后，1921年6月出任总理，他的政府得到基督教社会党和泛日耳曼党(Greater German People's Party)的支持。他于1921年12月同捷克斯洛伐克签订拉尼条约。但泛日耳曼党认为条约最终可能阻碍奥地利与德国的统一，退出政府，1922年5月绍贝尔辞职，重新担任警察总监。1929年—1930年再度出任总理，1930年12月—1932年1月任副总理兼外交部长，1931年3月他与德国谈判一个关税同盟，但计划遭到法国和捷克斯洛伐克的压力而被否决。1931年8月19日在维也纳巴登去世。